# Christian van Denemarken (2005)
Christian Valdemar Henri John (Kopenhagen, 15 oktober 2005), kroonprins van Denemarken, prins van Denemarken, graaf van Monpezat, is het eerste kind uit het huwelijk van koning Frederik X van Denemarken en zijn echtgenote koningin Mary.

Monogram van prins Christian.

## Levensloop
Christian werd geboren op 15 oktober 2005 in het Rigshospitalet te Kopenhagen. Op 21 januari 2006 werd hij gedoopt in de paleiskapel van paleis Christiansborg en werden - volgens Deense traditie - zijn namen bekendgemaakt.
Het Deense koningshuis liet zich portretteren door schilder Thomas Kluge. Dat was voor het eerst sinds de 19e eeuw. Hierop staat ook prins Christian afgebeeld, enkel koningin Margarethe II, kroonprins Frederik en prins Christian kijken de toeschouwers direct aan.
In 2015 was de familie op vakantie aan de Gold Coast, waar Christian door strandwachten in een sterke stroming uit het water gehaald moest worden.
In 2021 volgde Christian onderwijs op op de kostschool Herlufsholm. In 2022 vervolgde hij zijn schoolloopbaan op het Ordrup Gymnasium in Charlottenlund.
Vanaf zijn achttiende levensjaar zou hij een toelage ontvangen, maar het Koninklijk Huis liet weten vooralsnog hiervan af te zien, tenzij er voor zijn eenentwintigste verjaardag een verandering in de wisseling van de troon zou zijn, er zou dan opnieuw gekeken worden naar het besluit. Ook zou Christian zo min mogelijk op de voorgrond treden. Voor zijn achttiende verjaardag werd Christian gevolgd door tv-camera’s van de Deense omroep Danmarks Radio voor een documentaire, genaamd Prins Christian - een koninklijke reis. Ook kwam er een speciale radio-uitzending van een lokale omroep uit Kopenhagen ter gelegenheid van zijn verjaardag.
Op zijn achttiende verjaardag werd Christian geridderd in de Orde van de Olifant (de hoogste ridderorde in Denemarken) door zijn grootmoeder Margarethe II. Voor zijn verjaardag werd een staatsbanket gehouden in het Amalienborg.
In juni 2024 slaagde hij voor zijn eindexamen aan het Ordrup Gymnasium.

## Familie
De peetouders van Christian zijn onder anderen kroonprins Haakon Magnus van Noorwegen, kroonprinses Mette-Marit van Noorwegen, kroonprinses Victoria van Zweden, zijn oom prins Joachim van Denemarken en prins Paul van Griekenland (een neef van zijn vader).

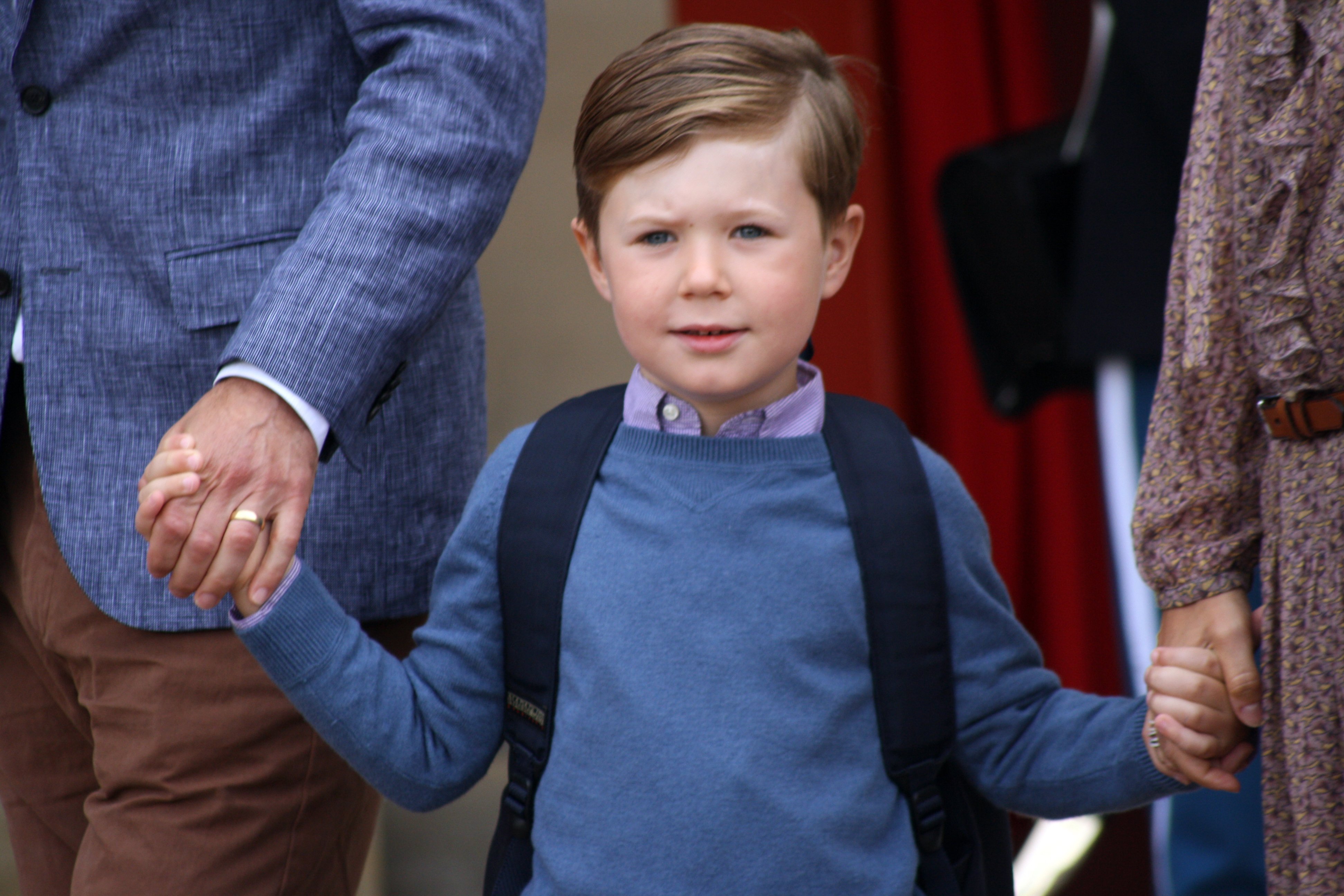
Prins Christian in 2011

Op 21 april 2007 kreeg Christian een zusje, prinses Isabella, en op 8 januari 2011 werden zijn broertje en zusje, een tweeling, prins Vincent en prinses Josephine geboren.

## Kwartierstaat
| Christiaan X van Denemarken (1870-1847) | Christiaan X van Denemarken (1870-1847) | Christiaan X van Denemarken (1870-1847)                  | Christiaan X van Denemarken (1870-1847)                  | Christiaan X van Denemarken (1870-1847)                  | Christiaan X van Denemarken (1870-1847)                  |                                                          |                                                          | Gustaaf VI Adolf van Zweden (1882-1973) | Gustaaf VI Adolf van Zweden (1882-1973) | Gustaaf VI Adolf van Zweden (1882-1973) | Gustaaf VI Adolf van Zweden (1882-1973) | Gustaaf VI Adolf van Zweden (1882-1973) | Gustaaf VI Adolf van Zweden (1882-1973) |                                      |                                      | Henri de Laborde de Monpezat (1868-1929) | Henri de Laborde de Monpezat (1868-1929) | Henri de Laborde de Monpezat (1868-1929) | Henri de Laborde de Monpezat (1868-1929) | Henri de Laborde de Monpezat (1868-1929) | Henri de Laborde de Monpezat (1868-1929) |                                          |                                          | Pierre Maurice Daniel Doursenot (1883-1916) | Pierre Maurice Daniel Doursenot (1883-1916) | Pierre Maurice Daniel Doursenot (1883-1916) | Pierre Maurice Daniel Doursenot (1883-1916) | Pierre Maurice Daniel Doursenot (1883-1916) | Pierre Maurice Daniel Doursenot (1883-1916) |                            |                            | Alexander Donaldson (geschat 1858-1912) | Alexander Donaldson (geschat 1858-1912) | Alexander Donaldson (geschat 1858-1912)  | Alexander Donaldson (geschat 1858-1912)  | Alexander Donaldson (geschat 1858-1912)  | Alexander Donaldson (geschat 1858-1912)  |                                          |                                          | John Dalgleish (1878-1951)           | John Dalgleish (1878-1951)           | John Dalgleish (1878-1951)                     | John Dalgleish (1878-1951)                     | John Dalgleish (1878-1951)                     | John Dalgleish (1878-1951)                     |                                                |                                                | John Thomas Tait Horne (1886-?) | John Thomas Tait Horne (1886-?) | John Thomas Tait Horne (1886-?)   | John Thomas Tait Horne (1886-?)   | John Thomas Tait Horne (1886-?)   | John Thomas Tait Horne (1886-?)   |                                   |                                   | William Melrose (1890-1954)          | William Melrose (1890-1954)          | William Melrose (1890-1954)          | William Melrose (1890-1954)          | William Melrose (1890-1954)          | William Melrose (1890-1954)          |                                      |                                      |  |  |  |  |  |  |  |  |  |  |  |  |  |  |  |  |  |  |  |  |  |  |  |  |  |  |  |  |  |  |  |  |  |  |  |  |  |  |  |  |  |  |  |  |  |  |
| Christiaan X van Denemarken (1870-1847) | Christiaan X van Denemarken (1870-1847) | Christiaan X van Denemarken (1870-1847)                  | Christiaan X van Denemarken (1870-1847)                  | Christiaan X van Denemarken (1870-1847)                  | Christiaan X van Denemarken (1870-1847)                  |                                                          |                                                          | Gustaaf VI Adolf van Zweden (1882-1973) | Gustaaf VI Adolf van Zweden (1882-1973) | Gustaaf VI Adolf van Zweden (1882-1973) | Gustaaf VI Adolf van Zweden (1882-1973) | Gustaaf VI Adolf van Zweden (1882-1973) | Gustaaf VI Adolf van Zweden (1882-1973) |                                      |                                      | Henri de Laborde de Monpezat (1868-1929) | Henri de Laborde de Monpezat (1868-1929) | Henri de Laborde de Monpezat (1868-1929) | Henri de Laborde de Monpezat (1868-1929) | Henri de Laborde de Monpezat (1868-1929) | Henri de Laborde de Monpezat (1868-1929) |                                          |                                          | Pierre Maurice Daniel Doursenot (1883-1916) | Pierre Maurice Daniel Doursenot (1883-1916) | Pierre Maurice Daniel Doursenot (1883-1916) | Pierre Maurice Daniel Doursenot (1883-1916) | Pierre Maurice Daniel Doursenot (1883-1916) | Pierre Maurice Daniel Doursenot (1883-1916) |                            |                            | Alexander Donaldson (geschat 1858-1912) | Alexander Donaldson (geschat 1858-1912) | Alexander Donaldson (geschat 1858-1912)  | Alexander Donaldson (geschat 1858-1912)  | Alexander Donaldson (geschat 1858-1912)  | Alexander Donaldson (geschat 1858-1912)  |                                          |                                          | John Dalgleish (1878-1951)           | John Dalgleish (1878-1951)           | John Dalgleish (1878-1951)                     | John Dalgleish (1878-1951)                     | John Dalgleish (1878-1951)                     | John Dalgleish (1878-1951)                     |                                                |                                                | John Thomas Tait Horne (1886-?) | John Thomas Tait Horne (1886-?) | John Thomas Tait Horne (1886-?)   | John Thomas Tait Horne (1886-?)   | John Thomas Tait Horne (1886-?)   | John Thomas Tait Horne (1886-?)   |                                   |                                   | William Melrose (1890-1954)          | William Melrose (1890-1954)          | William Melrose (1890-1954)          | William Melrose (1890-1954)          | William Melrose (1890-1954)          | William Melrose (1890-1954)          |                                      |                                      |  |  |  |  |  |  |  |  |  |  |  |  |  |  |  |  |  |  |  |  |  |  |  |  |  |  |  |  |  |  |  |  |  |  |  |  |  |  |  |  |  |  |  |  |  |  |
|                                         |                                         | Alexandrine Augusta van Mecklenburg-Schwerin (1879-1952) | Alexandrine Augusta van Mecklenburg-Schwerin (1879-1952) | Alexandrine Augusta van Mecklenburg-Schwerin (1879-1952) | Alexandrine Augusta van Mecklenburg-Schwerin (1879-1952) | Alexandrine Augusta van Mecklenburg-Schwerin (1879-1952) | Alexandrine Augusta van Mecklenburg-Schwerin (1879-1952) |                                         |                                         | Margaretha van Connaught (1882-1920)    | Margaretha van Connaught (1882-1920)    | Margaretha van Connaught (1882-1920)    | Margaretha van Connaught (1882-1920)    | Margaretha van Connaught (1882-1920) | Margaretha van Connaught (1882-1920) |                                          |                                          | Henriette Hallberg (1880-1973)           | Henriette Hallberg (1880-1973)           | Henriette Hallberg (1880-1973)           | Henriette Hallberg (1880-1973)           | Henriette Hallberg (1880-1973)           | Henriette Hallberg (1880-1973)           |                                             |                                             | Marguerite Gay (1883-1974)                  | Marguerite Gay (1883-1974)                  | Marguerite Gay (1883-1974)                  | Marguerite Gay (1883-1974)                  | Marguerite Gay (1883-1974) | Marguerite Gay (1883-1974) |                                         |                                         | Jeannie Donaldson (Stevenson) (onbekend) | Jeannie Donaldson (Stevenson) (onbekend) | Jeannie Donaldson (Stevenson) (onbekend) | Jeannie Donaldson (Stevenson) (onbekend) | Jeannie Donaldson (Stevenson) (onbekend) | Jeannie Donaldson (Stevenson) (onbekend) |                                      |                                      | Barbara McDonald Dalgleish (geschat 1848-1908) | Barbara McDonald Dalgleish (geschat 1848-1908) | Barbara McDonald Dalgleish (geschat 1848-1908) | Barbara McDonald Dalgleish (geschat 1848-1908) | Barbara McDonald Dalgleish (geschat 1848-1908) | Barbara McDonald Dalgleish (geschat 1848-1908) |                                 |                                 | Henrietta Clark (1887-?)          | Henrietta Clark (1887-?)          | Henrietta Clark (1887-?)          | Henrietta Clark (1887-?)          | Henrietta Clark (1887-?)          | Henrietta Clark (1887-?)          |                                      |                                      | Catherine Chalmers Smith (1893-1937) | Catherine Chalmers Smith (1893-1937) | Catherine Chalmers Smith (1893-1937) | Catherine Chalmers Smith (1893-1937) | Catherine Chalmers Smith (1893-1937) | Catherine Chalmers Smith (1893-1937) |  |  |  |  |  |  |  |  |  |  |  |  |  |  |  |  |  |  |  |  |  |  |  |  |  |  |  |  |  |  |  |  |  |  |  |  |  |  |  |  |  |  |  |  |  |  |
|                                         |                                         | Alexandrine Augusta van Mecklenburg-Schwerin (1879-1952) | Alexandrine Augusta van Mecklenburg-Schwerin (1879-1952) | Alexandrine Augusta van Mecklenburg-Schwerin (1879-1952) | Alexandrine Augusta van Mecklenburg-Schwerin (1879-1952) | Alexandrine Augusta van Mecklenburg-Schwerin (1879-1952) | Alexandrine Augusta van Mecklenburg-Schwerin (1879-1952) |                                         |                                         | Margaretha van Connaught (1882-1920)    | Margaretha van Connaught (1882-1920)    | Margaretha van Connaught (1882-1920)    | Margaretha van Connaught (1882-1920)    | Margaretha van Connaught (1882-1920) | Margaretha van Connaught (1882-1920) |                                          |                                          | Henriette Hallberg (1880-1973)           | Henriette Hallberg (1880-1973)           | Henriette Hallberg (1880-1973)           | Henriette Hallberg (1880-1973)           | Henriette Hallberg (1880-1973)           | Henriette Hallberg (1880-1973)           |                                             |                                             | Marguerite Gay (1883-1974)                  | Marguerite Gay (1883-1974)                  | Marguerite Gay (1883-1974)                  | Marguerite Gay (1883-1974)                  | Marguerite Gay (1883-1974) | Marguerite Gay (1883-1974) |                                         |                                         | Jeannie Donaldson (Stevenson) (onbekend) | Jeannie Donaldson (Stevenson) (onbekend) | Jeannie Donaldson (Stevenson) (onbekend) | Jeannie Donaldson (Stevenson) (onbekend) | Jeannie Donaldson (Stevenson) (onbekend) | Jeannie Donaldson (Stevenson) (onbekend) |                                      |                                      | Barbara McDonald Dalgleish (geschat 1848-1908) | Barbara McDonald Dalgleish (geschat 1848-1908) | Barbara McDonald Dalgleish (geschat 1848-1908) | Barbara McDonald Dalgleish (geschat 1848-1908) | Barbara McDonald Dalgleish (geschat 1848-1908) | Barbara McDonald Dalgleish (geschat 1848-1908) |                                 |                                 | Henrietta Clark (1887-?)          | Henrietta Clark (1887-?)          | Henrietta Clark (1887-?)          | Henrietta Clark (1887-?)          | Henrietta Clark (1887-?)          | Henrietta Clark (1887-?)          |                                      |                                      | Catherine Chalmers Smith (1893-1937) | Catherine Chalmers Smith (1893-1937) | Catherine Chalmers Smith (1893-1937) | Catherine Chalmers Smith (1893-1937) | Catherine Chalmers Smith (1893-1937) | Catherine Chalmers Smith (1893-1937) |  |  |  |  |  |  |  |  |  |  |  |  |  |  |  |  |  |  |  |  |  |  |  |  |  |  |  |  |  |  |  |  |  |  |  |  |  |  |  |  |  |  |  |  |  |  |
| Frederik IX van Denemarken (1899-1972)  | Frederik IX van Denemarken (1899-1972)  | Frederik IX van Denemarken (1899-1972)                   | Frederik IX van Denemarken (1899-1972)                   | Frederik IX van Denemarken (1899-1972)                   | Frederik IX van Denemarken (1899-1972)                   |                                                          |                                                          | Ingrid van Zweden (1910-2000)           | Ingrid van Zweden (1910-2000)           | Ingrid van Zweden (1910-2000)           | Ingrid van Zweden (1910-2000)           | Ingrid van Zweden (1910-2000)           | Ingrid van Zweden (1910-2000)           |                                      |                                      | André de Laborde de Monpezat (1907-1998) | André de Laborde de Monpezat (1907-1998) | André de Laborde de Monpezat (1907-1998) | André de Laborde de Monpezat (1907-1998) | André de Laborde de Monpezat (1907-1998) | André de Laborde de Monpezat (1907-1998) |                                          |                                          | Renée-Yvonne Doursennot (1908-2001)         | Renée-Yvonne Doursennot (1908-2001)         | Renée-Yvonne Doursennot (1908-2001)         | Renée-Yvonne Doursennot (1908-2001)         | Renée-Yvonne Doursennot (1908-2001)         | Renée-Yvonne Doursennot (1908-2001)         |                            |                            | Peter Donaldson (1911-1978)             | Peter Donaldson (1911-1978)             | Peter Donaldson (1911-1978)              | Peter Donaldson (1911-1978)              | Peter Donaldson (1911-1978)              | Peter Donaldson (1911-1978)              |                                          |                                          | Mary Donalds (Dalgleish) (1914-2002) | Mary Donalds (Dalgleish) (1914-2002) | Mary Donalds (Dalgleish) (1914-2002)           | Mary Donalds (Dalgleish) (1914-2002)           | Mary Donalds (Dalgleish) (1914-2002)           | Mary Donalds (Dalgleish) (1914-2002)           |                                                |                                                | Archibald Horne (1911-1974)     | Archibald Horne (1911-1974)     | Archibald Horne (1911-1974)       | Archibald Horne (1911-1974)       | Archibald Horne (1911-1974)       | Archibald Horne (1911-1974)       |                                   |                                   | Elizabeth Gibson Melrose (1916-1958) | Elizabeth Gibson Melrose (1916-1958) | Elizabeth Gibson Melrose (1916-1958) | Elizabeth Gibson Melrose (1916-1958) | Elizabeth Gibson Melrose (1916-1958) | Elizabeth Gibson Melrose (1916-1958) |                                      |                                      |  |  |  |  |  |  |  |  |  |  |  |  |  |  |  |  |  |  |  |  |  |  |  |  |  |  |  |  |  |  |  |  |  |  |  |  |  |  |  |  |  |  |  |  |  |  |
| Frederik IX van Denemarken (1899-1972)  | Frederik IX van Denemarken (1899-1972)  | Frederik IX van Denemarken (1899-1972)                   | Frederik IX van Denemarken (1899-1972)                   | Frederik IX van Denemarken (1899-1972)                   | Frederik IX van Denemarken (1899-1972)                   |                                                          |                                                          | Ingrid van Zweden (1910-2000)           | Ingrid van Zweden (1910-2000)           | Ingrid van Zweden (1910-2000)           | Ingrid van Zweden (1910-2000)           | Ingrid van Zweden (1910-2000)           | Ingrid van Zweden (1910-2000)           |                                      |                                      | André de Laborde de Monpezat (1907-1998) | André de Laborde de Monpezat (1907-1998) | André de Laborde de Monpezat (1907-1998) | André de Laborde de Monpezat (1907-1998) | André de Laborde de Monpezat (1907-1998) | André de Laborde de Monpezat (1907-1998) |                                          |                                          | Renée-Yvonne Doursennot (1908-2001)         | Renée-Yvonne Doursennot (1908-2001)         | Renée-Yvonne Doursennot (1908-2001)         | Renée-Yvonne Doursennot (1908-2001)         | Renée-Yvonne Doursennot (1908-2001)         | Renée-Yvonne Doursennot (1908-2001)         |                            |                            | Peter Donaldson (1911-1978)             | Peter Donaldson (1911-1978)             | Peter Donaldson (1911-1978)              | Peter Donaldson (1911-1978)              | Peter Donaldson (1911-1978)              | Peter Donaldson (1911-1978)              |                                          |                                          | Mary Donalds (Dalgleish) (1914-2002) | Mary Donalds (Dalgleish) (1914-2002) | Mary Donalds (Dalgleish) (1914-2002)           | Mary Donalds (Dalgleish) (1914-2002)           | Mary Donalds (Dalgleish) (1914-2002)           | Mary Donalds (Dalgleish) (1914-2002)           |                                                |                                                | Archibald Horne (1911-1974)     | Archibald Horne (1911-1974)     | Archibald Horne (1911-1974)       | Archibald Horne (1911-1974)       | Archibald Horne (1911-1974)       | Archibald Horne (1911-1974)       |                                   |                                   | Elizabeth Gibson Melrose (1916-1958) | Elizabeth Gibson Melrose (1916-1958) | Elizabeth Gibson Melrose (1916-1958) | Elizabeth Gibson Melrose (1916-1958) | Elizabeth Gibson Melrose (1916-1958) | Elizabeth Gibson Melrose (1916-1958) |                                      |                                      |  |  |  |  |  |  |  |  |  |  |  |  |  |  |  |  |  |  |  |  |  |  |  |  |  |  |  |  |  |  |  |  |  |  |  |  |  |  |  |  |  |  |  |  |  |  |
|                                         |                                         |                                                          |                                                          |                                                          |                                                          |                                                          |                                                          |                                         |                                         |                                         |                                         |                                         |                                         |                                      |                                      |                                          |                                          |                                          |                                          |                                          |                                          |                                          |                                          |                                             |                                             |                                             |                                             |                                             |                                             |                            |                            |                                         |                                         |                                          |                                          |                                          |                                          |                                          |                                          |                                      |                                      |                                                |                                                |                                                |                                                |                                                |                                                |                                 |                                 |                                   |                                   |                                   |                                   |                                   |                                   |                                      |                                      |                                      |                                      |                                      |                                      |                                      |                                      |  |  |  |  |  |  |  |  |  |  |  |  |  |  |  |  |  |  |  |  |  |  |  |  |  |  |  |  |  |  |  |  |  |  |  |  |  |  |  |  |  |  |  |  |  |  |
|                                         |                                         |                                                          |                                                          |                                                          |                                                          | Margrethe II van Denemarken (1940-)                      | Margrethe II van Denemarken (1940-)                      | Margrethe II van Denemarken (1940-)     | Margrethe II van Denemarken (1940-)     | Margrethe II van Denemarken (1940-)     | Margrethe II van Denemarken (1940-)     |                                         |                                         |                                      |                                      |                                          |                                          | Henri de Laborde de Monpezat (1934-2018) | Henri de Laborde de Monpezat (1934-2018) | Henri de Laborde de Monpezat (1934-2018) | Henri de Laborde de Monpezat (1934-2018) | Henri de Laborde de Monpezat (1934-2018) | Henri de Laborde de Monpezat (1934-2018) |                                             |                                             |                                             |                                             |                                             |                                             |                            |                            |                                         |                                         |                                          |                                          |                                          |                                          | John Dalgleish Donaldson (1941-)         | John Dalgleish Donaldson (1941-)         | John Dalgleish Donaldson (1941-)     | John Dalgleish Donaldson (1941-)     | John Dalgleish Donaldson (1941-)               | John Dalgleish Donaldson (1941-)               |                                                |                                                |                                                |                                                |                                 |                                 | Henrietta Clark Horne (1942-1997) | Henrietta Clark Horne (1942-1997) | Henrietta Clark Horne (1942-1997) | Henrietta Clark Horne (1942-1997) | Henrietta Clark Horne (1942-1997) | Henrietta Clark Horne (1942-1997) |                                      |                                      |                                      |                                      |                                      |                                      |                                      |                                      |  |  |  |  |  |  |  |  |  |  |  |  |  |  |  |  |  |  |  |  |  |  |  |  |  |  |  |  |  |  |  |  |  |  |  |  |  |  |  |  |  |  |  |  |  |  |
|                                         |                                         |                                                          |                                                          |                                                          |                                                          | Margrethe II van Denemarken (1940-)                      | Margrethe II van Denemarken (1940-)                      | Margrethe II van Denemarken (1940-)     | Margrethe II van Denemarken (1940-)     | Margrethe II van Denemarken (1940-)     | Margrethe II van Denemarken (1940-)     |                                         |                                         |                                      |                                      |                                          |                                          | Henri de Laborde de Monpezat (1934-2018) | Henri de Laborde de Monpezat (1934-2018) | Henri de Laborde de Monpezat (1934-2018) | Henri de Laborde de Monpezat (1934-2018) | Henri de Laborde de Monpezat (1934-2018) | Henri de Laborde de Monpezat (1934-2018) |                                             |                                             |                                             |                                             |                                             |                                             |                            |                            |                                         |                                         |                                          |                                          |                                          |                                          | John Dalgleish Donaldson (1941-)         | John Dalgleish Donaldson (1941-)         | John Dalgleish Donaldson (1941-)     | John Dalgleish Donaldson (1941-)     | John Dalgleish Donaldson (1941-)               | John Dalgleish Donaldson (1941-)               |                                                |                                                |                                                |                                                |                                 |                                 | Henrietta Clark Horne (1942-1997) | Henrietta Clark Horne (1942-1997) | Henrietta Clark Horne (1942-1997) | Henrietta Clark Horne (1942-1997) | Henrietta Clark Horne (1942-1997) | Henrietta Clark Horne (1942-1997) |                                      |                                      |                                      |                                      |                                      |                                      |                                      |                                      |  |  |  |  |  |  |  |  |  |  |  |  |  |  |  |  |  |  |  |  |  |  |  |  |  |  |  |  |  |  |  |  |  |  |  |  |  |  |  |  |  |  |  |  |  |  |
|                                         |                                         |                                                          |                                                          |                                                          |                                                          |                                                          |                                                          |                                         |                                         |                                         |                                         |                                         |                                         |                                      |                                      |                                          |                                          |                                          |                                          |                                          |                                          |                                          |                                          |                                             |                                             |                                             |                                             |                                             |                                             |                            |                            |                                         |                                         |                                          |                                          |                                          |                                          |                                          |                                          |                                      |                                      |                                                |                                                |                                                |                                                |                                                |                                                |                                 |                                 |                                   |                                   |                                   |                                   |                                   |                                   |                                      |                                      |                                      |                                      |                                      |                                      |                                      |                                      |  |  |  |  |  |  |  |  |  |  |  |  |  |  |  |  |  |  |  |  |  |  |  |  |  |  |  |  |  |  |  |  |  |  |  |  |  |  |  |  |  |  |  |  |  |  |
|                                         |                                         |                                                          |                                                          |                                                          |                                                          |                                                          |                                                          |                                         |                                         |                                         |                                         |                                         |                                         |                                      |                                      | Frederik X van Denemarken (1968–)        | Frederik X van Denemarken (1968–)        | Frederik X van Denemarken (1968–)        | Frederik X van Denemarken (1968–)        | Frederik X van Denemarken (1968–)        | Frederik X van Denemarken (1968–)        |                                          |                                          |                                             |                                             |                                             |                                             |                                             |                                             |                            |                            |                                         |                                         |                                          |                                          |                                          |                                          |                                          |                                          | Mary Donaldson (1972-)               | Mary Donaldson (1972-)               | Mary Donaldson (1972-)                         | Mary Donaldson (1972-)                         | Mary Donaldson (1972-)                         | Mary Donaldson (1972-)                         |                                                |                                                |                                 |                                 |                                   |                                   |                                   |                                   |                                   |                                   |                                      |                                      |                                      |                                      |                                      |                                      |                                      |                                      |  |  |  |  |  |  |  |  |  |  |  |  |  |  |  |  |  |  |  |  |  |  |  |  |  |  |  |  |  |  |  |  |  |  |  |  |  |  |  |  |  |  |  |  |  |  |
|                                         |                                         |                                                          |                                                          |                                                          |                                                          |                                                          |                                                          |                                         |                                         |                                         |                                         |                                         |                                         |                                      |                                      | Frederik X van Denemarken (1968–)        | Frederik X van Denemarken (1968–)        | Frederik X van Denemarken (1968–)        | Frederik X van Denemarken (1968–)        | Frederik X van Denemarken (1968–)        | Frederik X van Denemarken (1968–)        |                                          |                                          |                                             |                                             |                                             |                                             |                                             |                                             |                            |                            |                                         |                                         |                                          |                                          |                                          |                                          |                                          |                                          | Mary Donaldson (1972-)               | Mary Donaldson (1972-)               | Mary Donaldson (1972-)                         | Mary Donaldson (1972-)                         | Mary Donaldson (1972-)                         | Mary Donaldson (1972-)                         |                                                |                                                |                                 |                                 |                                   |                                   |                                   |                                   |                                   |                                   |                                      |                                      |                                      |                                      |                                      |                                      |                                      |                                      |  |  |  |  |  |  |  |  |  |  |  |  |  |  |  |  |  |  |  |  |  |  |  |  |  |  |  |  |  |  |  |  |  |  |  |  |  |  |  |  |  |  |  |  |  |  |
|                                         |                                         |                                                          |                                                          |                                                          |                                                          |                                                          |                                                          |                                         |                                         |                                         |                                         |                                         |                                         |                                      |                                      |                                          |                                          |                                          |                                          |                                          |                                          |                                          |                                          |                                             |                                             |                                             |                                             |                                             |                                             |                            |                            |                                         |                                         |                                          |                                          |                                          |                                          |                                          |                                          |                                      |                                      |                                                |                                                |                                                |                                                |                                                |                                                |                                 |                                 |                                   |                                   |                                   |                                   |                                   |                                   |                                      |                                      |                                      |                                      |                                      |                                      |                                      |                                      |  |  |  |  |  |  |  |  |  |  |  |  |  |  |  |  |  |  |  |  |  |  |  |  |  |  |  |  |  |  |  |  |  |  |  |  |  |  |  |  |  |  |  |  |  |  |
|                                         |                                         |                                                          |                                                          |                                                          |                                                          |                                                          |                                                          |                                         |                                         |                                         |                                         |                                         |                                         |                                      |                                      |                                          |                                          |                                          |                                          |                                          |                                          |                                          |                                          |                                             |                                             |                                             |                                             |                                             |                                             |                            |                            |                                         |                                         |                                          |                                          |                                          |                                          |                                          |                                          |                                      |                                      |                                                |                                                |                                                |                                                |                                                |                                                |                                 |                                 |                                   |                                   |                                   |                                   |                                   |                                   |                                      |                                      |                                      |                                      |                                      |                                      |                                      |                                      |  |  |  |  |  |  |  |  |  |  |  |  |  |  |  |  |  |  |  |  |  |  |  |  |  |  |  |  |  |  |  |  |  |  |  |  |  |  |  |  |  |  |  |  |  |  |
|                                         |                                         |                                                          |                                                          |                                                          |                                                          |                                                          |                                                          |                                         |                                         |                                         |                                         |                                         |                                         |                                      |                                      | Christian van Denemarken (2005-)         | Christian van Denemarken (2005-)         | Christian van Denemarken (2005-)         | Christian van Denemarken (2005-)         | Christian van Denemarken (2005-)         | Christian van Denemarken (2005-)         |                                          |                                          | Isabella van Denemarken (2007–)             | Isabella van Denemarken (2007–)             | Isabella van Denemarken (2007–)             | Isabella van Denemarken (2007–)             | Isabella van Denemarken (2007–)             | Isabella van Denemarken (2007–)             |                            |                            | Vincent van Denemarken (2011-)          | Vincent van Denemarken (2011-)          | Vincent van Denemarken (2011-)           | Vincent van Denemarken (2011-)           | Vincent van Denemarken (2011-)           | Vincent van Denemarken (2011-)           |                                          |                                          | Josephine van Denemarken (2011-)     | Josephine van Denemarken (2011-)     | Josephine van Denemarken (2011-)               | Josephine van Denemarken (2011-)               | Josephine van Denemarken (2011-)               | Josephine van Denemarken (2011-)               |                                                |                                                |                                 |                                 |                                   |                                   |                                   |                                   |                                   |                                   |                                      |                                      |                                      |                                      |                                      |                                      |                                      |                                      |  |  |  |  |  |  |  |  |  |  |  |  |  |  |  |  |  |  |  |  |  |  |  |  |  |  |  |  |  |  |  |  |  |  |  |  |  |  |  |  |  |  |  |  |  |  |

## Namen
- Christian: de Deense koningen heten sinds 1513 afwisselend Frederik en Christian (Nederlands: Christiaan), uiteraard met uitzondering van de enige koningin in die periode, Margrethe II; als koning zal de prins Christiaan XI zijn.
- Valdemar: een andere traditionele Deense koningsnaam (Nederlands: Waldemar).
- Henri: naar zijn grootvader prins Henrik (eigenlijk Henri), de echtgenoot van koningin Margrethe II.
- John: naar zijn grootvader van moederskant John Dalgleish Donaldson.